# Enneapterygius rufopileus
Enneapterygius rufopileus es una especie de pez de la familia Tripterygiidae en el orden de los Perciformes.

## Morfología
• Los machos pueden llegar alcanzar los 3,6 cm de longitud total.

## Hábitat
Es un pez de mar  y de clima tropical que vive hasta los 6 m de profundidad.

## Distribución geográfica
Se encuentra en Australia, Nueva Caledonia las Islas de la Lealtad, Fiyi y Tonga.